# مارک اسلون

دکتر مارک اسلون

مارک اسلون (به انگلیسی: Mark Sloan) از شخصیت‌های اصلی سریال آناتومی گری می‌باشد که اریک دین این نقش را ایفا کرده‌است. او در ابتدای فصل نهم آناتومی گری در پی مرگ در فیلم بر اثر سقوط هواپیما حامل جراحان از این فیلم جدا می‌شود.